# ТП-1
ТП-1 — проект советского танка прорыва массой 75 тонн.

## История создания
В 1931 году Авто-танковый дизельный отдел Экономического отдела ОГПУ (в этой структуре работали арестованные специалисты) приступил к проектированию танка прорыва ТП-1. После года разработок и неудачных испытаний двигателя все работы по двигателю и танку были прекращены из-за слишком высокой стоимости.

## Конструкция

### Вооружение
Было рассмотрено несколько вариантов вооружения, в том числе состоявшего из одной 152 мм, двух 37-мм пушек и 6 пулеметов, или 107-мм и двух 76-мм пушек и шести пулеметов.

### Двигатель
На машине предполагалось установить Х-образный дизель ФЭД-8 (ФЭД- Феликс Эдмундович Дзержинский) мощностью 2000 л. с.. Опытный образец двигателя был изготовлен в ЦИАМ, но испытаний не выдержал.

### Бронирование
Танк имел броневую защиту до 45 мм.

### Ходовая часть
До сих пор неизвестно, как она выглядела.

## Производство
ТП-1 так и не поступил в производство, сохранившись только в чертежах.